# RubyMine
RubyMine — коммерческая IDE для разработки программного обеспечения на Ruby компании JetBrains.
RubyMine создан на основе IntelliJ IDEA того же производителя. Поддерживает популярные библиотеки, используемые в Ruby-приложениях (в том числе Bundler, RSpec, Shoulda, Cucumber, Git).

## Основные возможности
- Редактор кода с подсветкой синтаксиса, функцией автодополнения
- Анализ кода на лету с возможностью моментального исправления
- Быстрая навигация по элементам проекта и элементам кода
- Диаграммы моделей, классов, пакетов (gems)
- Пошаговый отладчик Ruby-кода с возможностью выставления точек остановки и трассировки
- Поддержка тестовых фреймворков RSpec, Cucumber, Shoulda, MiniTest, Test::Unit с удобным графическим интерфейсом
- Поддержка языка Ruby версий от 1.8.7 до 2.7.x
- Поддержка таких Ruby-инструментов, как bundler, Rake, RVM, rbenv, chruby, asdf и т.д.
- Поддержка веб фреймворка Rails версий от 2.x до 6.x, а также веб-фреймворка Sinatra
- Полноценная поддержка языков HTML/HAML, CSS/Sass/Less, JavaScript/CoffeeScript
- Поддержка набора инструментов Emmet
- Отладчик кода JavaScript/CoffeeScript на базе Mozilla Firefox и Google Chrome
- Интеграция с системами контроля версий Git, Subversion, Mercurial, Perforce с удобным графическим интерфейсом
- История изменений с возможностью сравнения версий, как в рамках поддерживаемых VCS, так и в рамках локальной истории IDE
- Светлая и темная цветовые схемы с возможностью индивидуальной настройки
- Встроенные схемы клавиш быстрого доступа на базе схем Textmate, NetBeans, Eclipse, Emacs, Vi/Vim